# Hughes H-4

Порівняння чотирьох найбільших літаків у світі:
Hughes H-4 Hercules
Airbus A380-800
Boeing 747-8 Intercontinental
Ан-225 «Мрія»

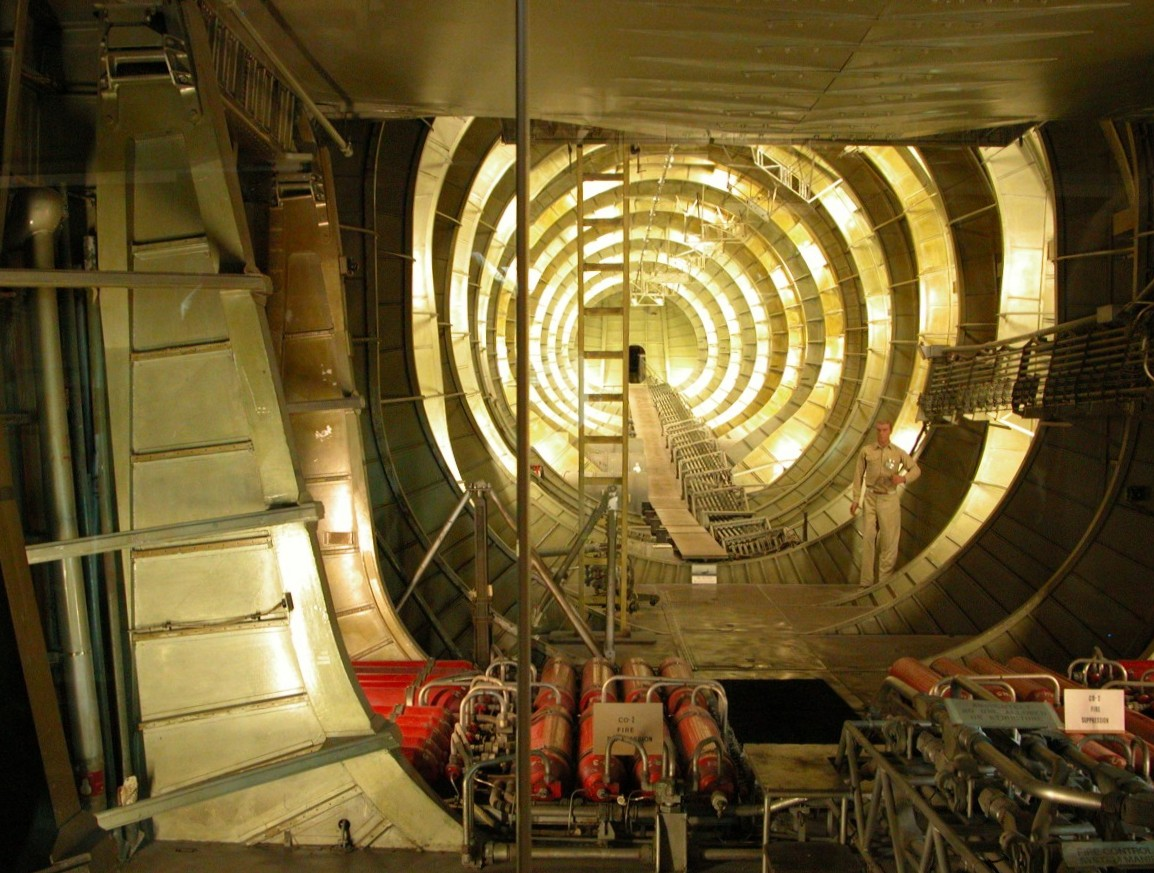

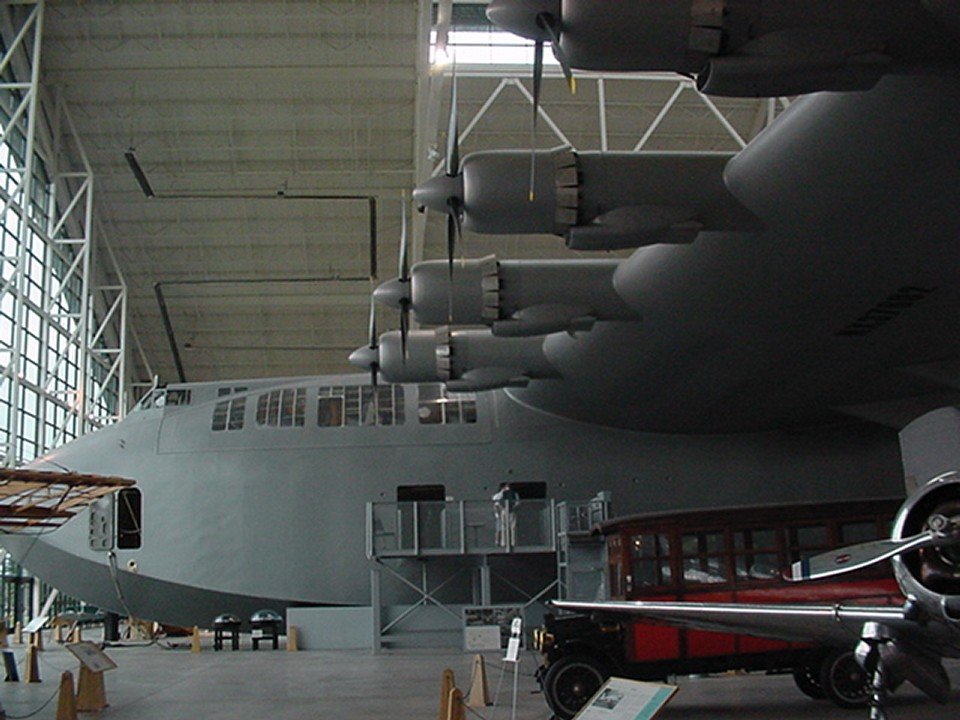
Висота: 24,08 м

Г'юз H-4 Геркуле́с (англ. Hughes H-4 Hercules) — транспортний дерев'яний летючий човен, розроблений американською фірмою Hughes Aircraft під керівництвом Говарда Г'юза. Цей 136-тонний літак, що був початково названий НК-1 і Spruce Goose (дослівно «Ялиновий гусак», не зважаючи на прізвисько, літак побудовано практично повністю із берези, точніше із поклеєної за шаблоном березової фанери), був найбільшим коли-небудь побудованим летючим човном, а розмах його крила у 98 метрів залишався рекордним до 31.05.2017 (майже 70 років). Летючий човен був призначений для транспортування 750 солдатів при повному спорядженні.

## Історія створення
На початку Другої світової війни уряд США виділяє Г'юзу 13 мільйонів доларів на створення прототипу летючого човна, але до закінчення військових дій літальний апарат не був готовий, що пояснювалось недостатньою кількістю алюмінію і впертістю Г'юза, який прагнув створити ідеальну машину. Літак Hercules, пілотований самим Говардом Г'юзом, виконав свій перший і єдиний політ тільки 2 листопада 1947 року, коли піднявся у повітря з аеродрому острова Термінал на висоти 21 метр і пролетів майже два кілометри по прямій над гаванню Лос-Анджелесу.
Г'юз підтримував літак в робочому стані до своєї смерті у 1976 році, витрачаючи щорічно до 1 млн доларів. Через це прізвисько літака «Ялиновий гусак» в англійській мові стало синонімом ідіоми «білий слон», тобто майна, утримувати яке власнику не по кишені, але позбавитись від якого він не може. Після смерті Г'юза літак відправлено в музей Лонг-Біч, Каліфорнія.
На сьогодні є експонатом Авіаційного музею в Макмінвіллі (Орегон), куди його було перевезено в 1993 році. Літак щорічно відвідує близько 300 000 туристів.

## Тактико-технічні характеристики

### Технічні характеристики
- Екіпаж: 3 людини
- Довжина: 66,45 м
- Розмах крила: 97,54 м
- Висота: 24,08 м
- Висота фюзеляжу: 9,1 м
- Площа крила: 1061,88 м²
- Максимальна злітна маса: 180 тон
- Маса корисного навантаження: до 59 000 кг
- Запас палива: 52 996 л
- Двигуни: 8× повітряного охолодження Pratt&Whitney R-4360-4A по 3000 к. с. (2240 кВт) кожен
- Пропелери: 8× чотирилопатеві Hamilton Standard, діаметром 5,23 м

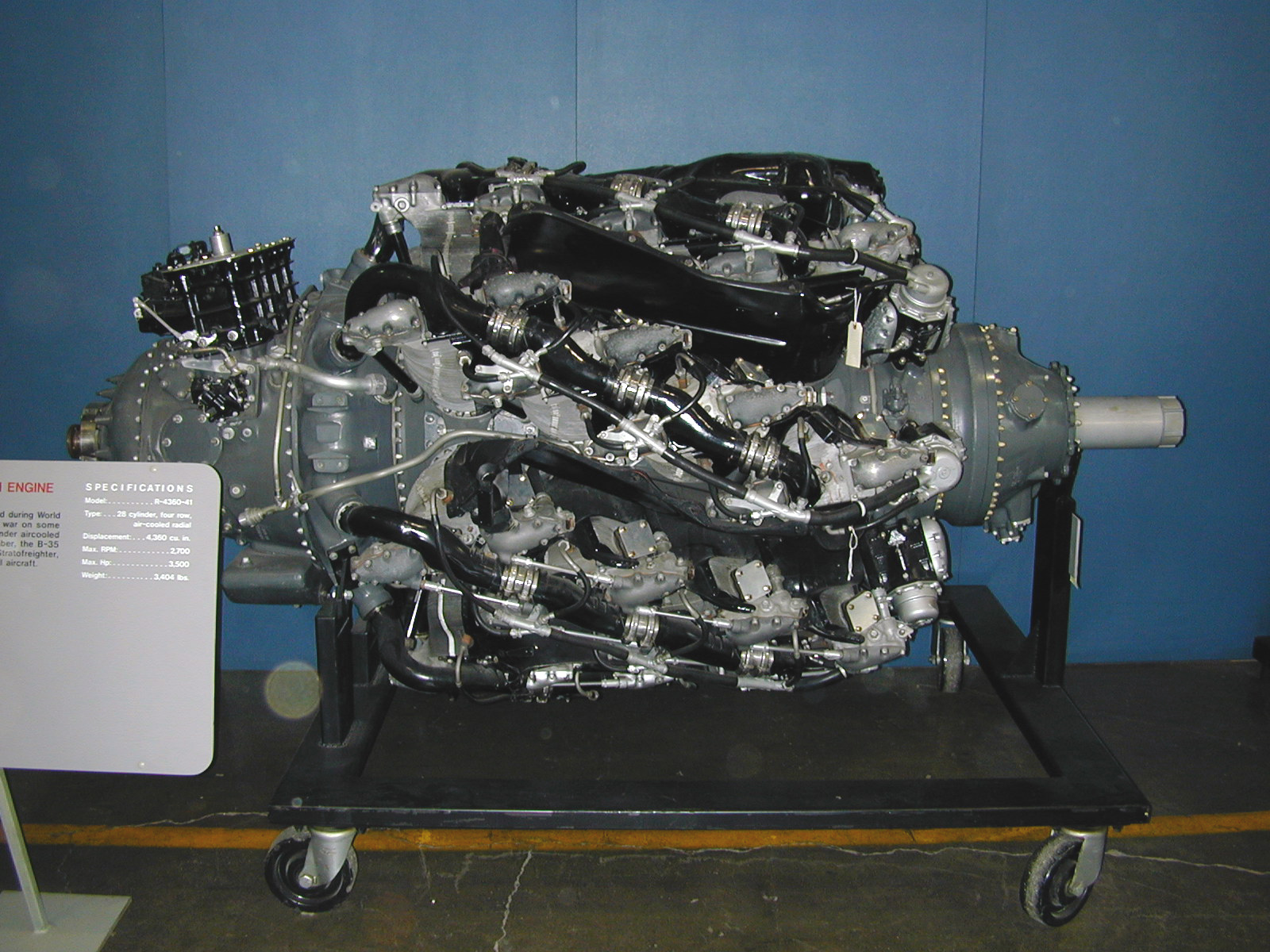
Pratt & Whitney R-4360 Об'єм 71,5 літрів

### Польотні характеристики
- Максимальна швидкість: 351 миль/г (565,11 км/г)
- Крейсерська швидкість: 250 миль/г (407,98 км/г)

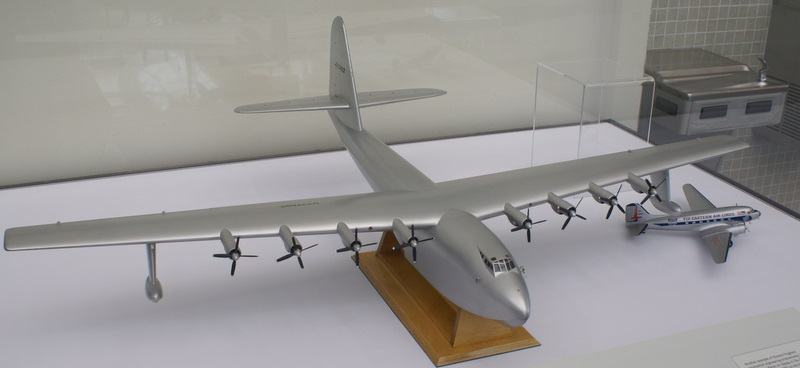
Hughes H-4 Hercules и DC-3

- Дальність польоту: 5634 км
- Практична стеля: 7165 м

## В культурі
- Біографія розробника Говарда Г'юза і випробовування літака показані у фільмі Мартіна Скорсезе «Авіатор».
- В мультфільмі «Фінес и Ферб» головні герої побудували літак із пап'є-маше під назвою «Паперовий Пелікан», побивши рекорд розмаху крил «Ялинового Гусака» рівно на один сантиметр. При цьому Ферб для виконання музичного номеру одягся, як Г'юз.